# 어와

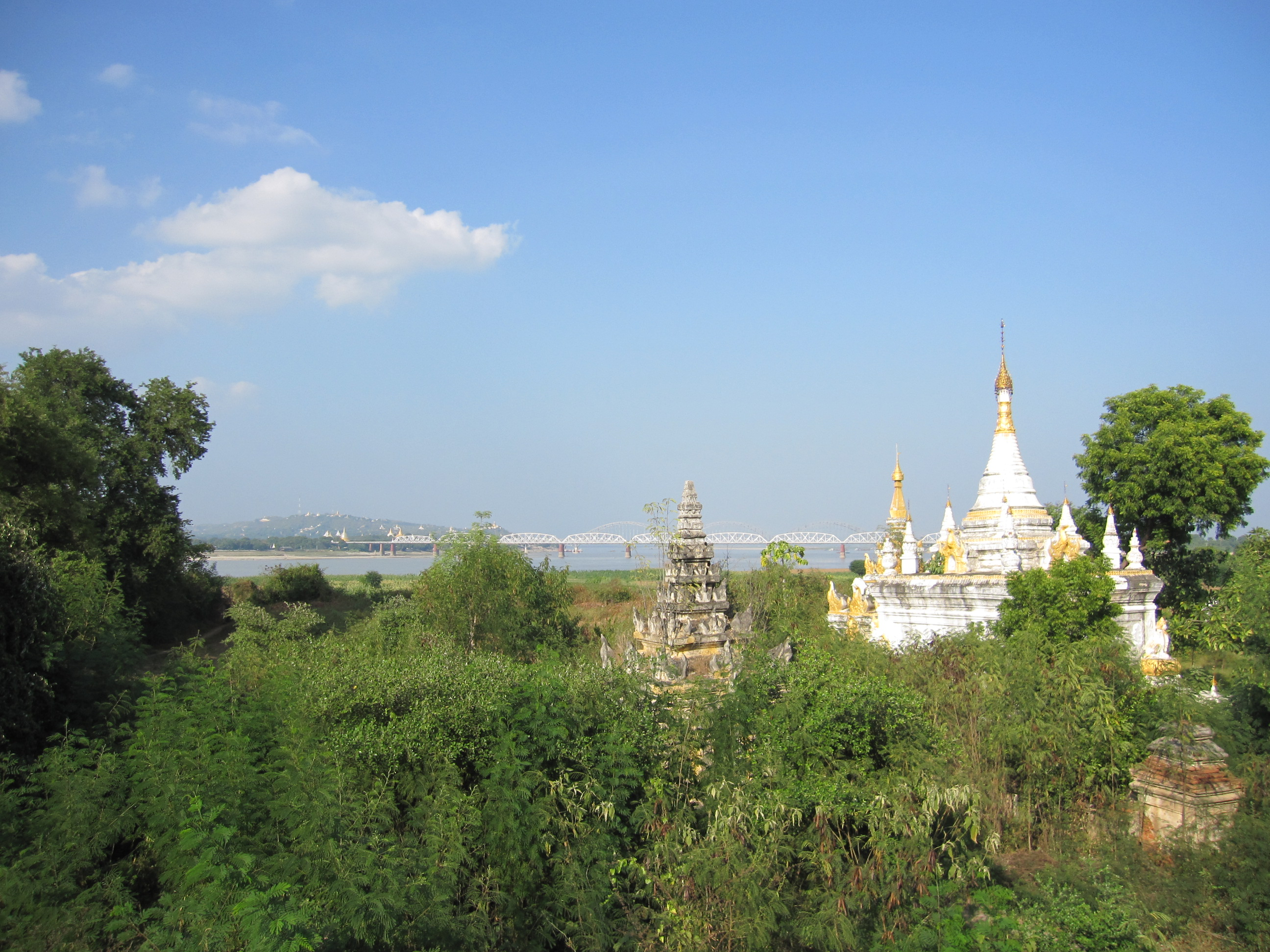
어와 다리

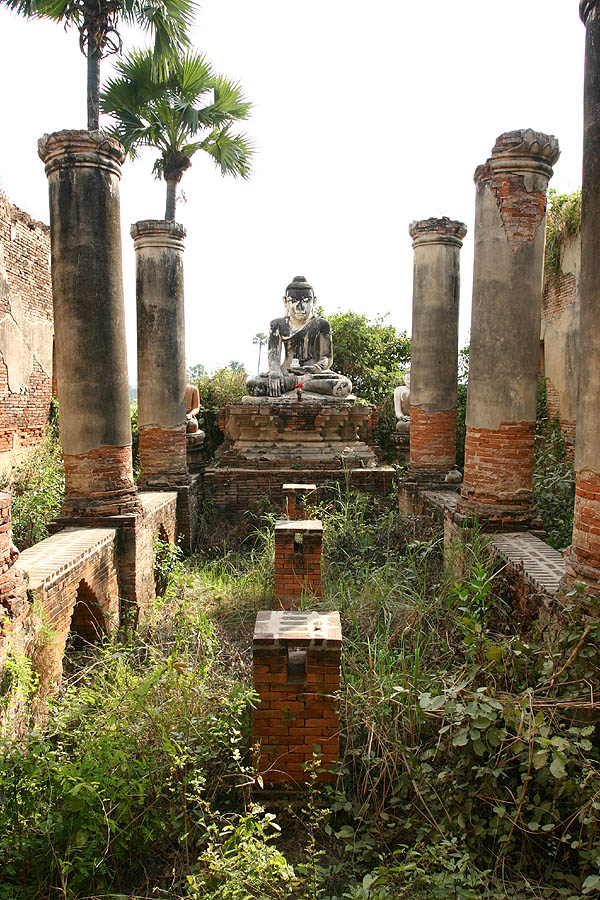
어와의 유적

어와(상버마어: အဝ 어와) 또는 잉와(버마어: အင်းဝ 잉와)는 미얀마 만덜레도의 도시로 에야워디강가의 아마라푸라의 남쪽에 위치한다. 예전의 이름은 예더나뿌라(버마어: ရတနာပူရ 예더나뿌라)로, 팔리어로 '팔리의 보석'을 의미한다. 어와는 문자 그대로 버마어로 '호수의 입구'를 의미한다. 9개 호수를 의미하는 인나와(အင်းနဝ)에서 비롯되었다는 이론도 있다.

## 역사
어와는 타도민비야왕이 이라와디 강과 미트녜 강의 합류 지점에 위치한 인공섬에 세웠고 1364년부터 1841년까지 미얀마의 수도였다. 이전에는 사가잉이 수도였으나 사가잉이 샨족에게 점령된 후, 왕실은 강을 건너 어와로 이동했다. 어와의 왕은 버간 왕조의 붕괴 후 쇠약해진 버마족의 왕권을 회복하였다.
어와 왕국이 1364년에 어와 시에 세워졌다. 파간 문화는 부활하였고 버마 문학은 황금기를 맞이하였다. 왕국은 1527년에 샨족의 침략을 받았다.
1555년에 어와는 남부의 버마족 왕국인 따웅우 왕조의 지배를 받게 되었고 1599년에 왕국의 수도가 되었다. 1752년에 몬족이 버마족에 대해 반란을 일으켰고 어와를 약탈하였다. 2년 후에 꼰바웅 왕조의 건국자 얼라웅퍼야가 몬족을 진압하고 슈웨보를 수도로 삼았으며 어와를 재건하였다.
제2차 영국-미얀마 전쟁(1852~53)으로 저지 미얀마가 영국에게 정복된 후에 고지 미얀마는 일반적으로 어와왕국으로 불렸다. 보도퍼야왕(1781~1819) 때 수도는 주변의 아마라푸라로 이전되었다. 그러나 그의 후계자 바지도왕(1819~1837)은 1823년에 어와로 환도하였다. 1841년의 대규모 지진으로 어와는 버려졌다. 오늘날 고대의 수도의 모습은 거의 남아있지 않다. 1939년의 지진으로 어와의 궁전의 대부분은 파괴되었다.